# Presidencia de Bengala
La presidencia de Bengala (en inglés: Bengal Presidency), oficialmente presidencia de Fort William en Bengala (en inglés: Presidency of Fort William in Bengal) hasta 1937, luego denominada provincia de Bengala (en inglés: Province of Bengal), fue la presidencia más grande de la India británica después de la disolución de la subá de Bengala con su sede en Calcuta (ahora Kolkata). Se centró principalmente en la región de Bengala. En su apogeo territorial en el siglo XIX, la presidencia se extendió desde la actual provincia de Jaiber Pastunjuá de Pakistán en el oeste hasta Birmania, Singapur y Penang en el este. El gobernador de bengala al mismo tiempo fue el virrey de la India durante muchos años. La mayoría de los territorios de la presidencia finalmente se incorporaron a otras provincias indias británicas y colonias de la corona. En 1905, se dividió Bengala propiamente dicha, en Bengala Oriental y Assam con sede en Daca y Shillong (capital de verano). La India británica se reorganizó en 1912 y la presidencia se reunió en una sola provincia de habla bengalí.
La presidencia de Bengala se estableció en 1765, tras la derrota del último Nawab de Bengala independiente en la batalla de Plassey el 23 de junio de 1757, y la batalla de Buxar el 22 de octubre de 1764. Bengala fue el centro económico, cultural y educativo de la India británica. Durante el período de protoindustrialización, Bengala realizó contribuciones significativas directas a la revolución industrial en Gran Bretaña, aunque pronto fue suplantada por el Reino de Mysore gobernado por Tipu Sultán como el poder económico dominante del sur de Asia.
Fue el centro del renacimiento bengalí de finales del siglo XIX y principios del XX y un semillero del movimiento de independencia de la India.
La partición de la India británica en 1947 resultó en la división de Bengala por motivos religiosos, entre el estado indio de Bengala Occidental y la provincia pakistaní de Bengala Oriental, que se convirtió por primera vez en Pakistán Oriental en 1955 bajo el gobierno paquistaní y finalmente la nación de Bangladés en 1971.

## Cambios administrativos y el Acuerdo permanente
Bajo Warren Hastings (gobernador entre 1772-1785) se consolidó el dominio imperial británico sobre Bengala, con la conversión de un área de comercio en un territorio ocupado bajo un gobierno militar-civil, mientras que la formación de un sistema regular de legislación se introdujo bajo John Shore. Actuando a través de Lord Cornwallis, entonces gobernador general, determinó y definió los derechos de los terratenientes sobre el suelo. Estos terratenientes bajo el sistema anterior habían comenzado, en su mayor parte, como recolectores de los ingresos, y gradualmente adquirieron ciertos derechos prescriptivos como cuasi-propietarios de las propiedades que el gobierno les había confiado. En 1793, Lord Cornwallis declaró sus derechos perpetuos y entregó la tierra de Bengala a los cuasi propietarios o zamindars anteriores, con la condición del pago de un impuesto fijo sobre la tierra. Esta pieza de legislación se conoce como el Acuerdo Permanentede en la Hacienda Pública. Fue diseñado para "introducir" ideas de derechos de propiedad a la India y estimular un mercado de tierras. El primer objetivo malinterpretó la naturaleza de la tenencia de la tierra en la India, y el segundo fue un fracaso absoluto.
El Código de Cornwallis, al definir los derechos de los propietarios, no otorgó el reconocimiento adecuado de los derechos de los inquilinos y los cultivadores. Esto siguió siendo un problema grave durante todo el gobierno británico, ya que durante toda la Presidencia de Bengala los ryots (campesinos) se vieron oprimidos por los propietarios de alquiler de tierras, que sabían que cada rupia que podían exprimir a sus inquilinos más allá de los ingresos fijos exigidos por el gobierno representaba pura ganancia. Además, el Acuerdo Permanente no tuvo en cuenta la inflación, lo que significa que el valor de los ingresos para el Gobierno disminuyó año tras año, mientras que la pesada carga sobre el campesinado continuo creciendo. Esto se agravó a principios del siglo XIX por esquemas obligatorios para el cultivo de opio e índigo, el primero por el estado, y el segundo por los plantadores británicos (especialmente en el distrito de Tirhut en Bihar). Los campesinos se vieron obligados a cultivar una determinada área de estos cultivos, que luego se compraron a precios inferiores a los del mercado para la exportación. Esto agregó mucho a la pobreza rural.
El Acuerdo Permanente fue tan infructuoso que no se introdujo en las Provincias del Noroeste (tomado de los Marathas durante las campañas de Lord Lake y Arthur Wellesley ) después de 1831, en Punjab después de su conquista en 1849, o en Oudh que fue anexada en 1856. Estas regiones eran nominalmente parte de la Presidencia de Bengala, pero seguían siendo administrativamente distintas. El área de la Presidencia bajo administración directa a veces se denominaba Baja Bengala para distinguirla de la Presidencia en su conjunto. Oficialmente, Punjab, Agra y Allahabad tenían tenientes gobernadores sujetos a la autoridad del gobernador de Bengala en Calcuta, pero en la práctica eran más o menos independientes. Las únicas instituciones de toda la Presidencia que quedaron fueron el Ejército de Bengala y el Servicio Civil. El ejército de Bengala finalmente se fusionó con el nuevo ejército británico-indio en 1904-5, después de una larga lucha por su reforma entre Lord Kitchener, el comandante en jefe, y Lord Curzon, el virrey.

## Primera Partición de Bengala (1905)
La partición de la gran provincia de Bengala, que fue decidida por Lord Curzon, y Cayan Uddin Ahmet, el Secretario Principal de Bengala, se ejecutó en octubre de 1905. Las divisiones de Chittagong, Daca y Rajshahi, el Distrito de Malda y los Estados de Hill Tripura, Sylhet y Comilla fueron transferidos de Bengala a una nueva provincia, Bengala Oriental y Assam; los cinco estados de habla hindi de Chota Nagpur, a saber, Changbhakar, Corea, Surguja, Udaipur y el estado de Jashpur, fueron trasladados de Bengala a las provincias centrales; y el estado de Sambalpur y los cinco estados Oriya de Bamra, Rairakhol, Sonepur, Patna y Kalahandi fueron transferidos de las provincias centrales a Bengala.
La provincia de Bengala Occidental consistía en los treinta y tres distritos de Burdwan, Birbhum, Bankura, Midnapur, Hughli, Howrah, Veinticuatro Parganas, Calcuta, Nadia, Murshidabad, Jessore, Khulna, Patna, Gaya, Shahabad, Saran, Champaran, Muzaffarpur, Darbhanga, Monghyr, Bhagalpur, Purnea, Santhal Parganas, Cuttack, Balasore, Angul y Kandhmal, Puri, Sambalpur , Singhbhum, Hazaribagh, Ranchi, Palamau y Manbhum. Los estados principescos de Sikkim y los estados tributarios de Odisha y Chhota Nagpur no eran parte de Bengala, pero las relaciones británicas con ellos fueron administradas por su gobierno.
La Ley de Consejos Indios de 1909 amplió los consejos legislativos de las provincias de Bengala y Bengala Oriental y Assam para incluir hasta 50 miembros nominados y elegidos, además de tres miembros ex officio del consejo ejecutivo.
El consejo legislativo de Bengala incluyó 22 miembros nominados, de los cuales no más de 17 podrían ser funcionarios, y dos expertos nominados. De los 26 miembros elegidos, uno fue elegido por la Corporación de Calcuta, seis por municipios, seis por juntas de distrito, uno por la Universidad de Calcuta, cinco por terratenientes, cuatro por musulmanes, dos por la Cámara de Comercio de Bengala y uno por la Asociación de Comercios de Calcuta. El consejo legislativo de Bengala Oriental y Assam incluía 22 miembros nominados, de los cuales no más de 17 eran funcionarios y uno que representaba el comercio indio, y dos expertos nominados. De los 18 miembros elegidos, tres fueron elegidos por municipios, cinco por juntas de distrito y locales, dos por terratenientes, cuatro por musulmanes, dos por el interés del té, uno por el interés del yute y uno por los comisionados del puerto de Chittagong.
La partición de Bengala resultó muy controvertida, ya que resultó en un Bengala Occidental en gran parte hindú y un Oriente en gran parte musulmán. La agitación popular grave siguió el paso, en parte porque esto era parte de una política cínica de dividir y gobernar, y en parte porque la población bengalí, cuyo centro de interés y prosperidad era Calcuta, ahora se dividiría bajo dos gobiernos en vez de estar concentrado y ser numéricamente dominante bajo uno, mientras que el grueso estaría en la nueva división. En 1906-1909, los disturbios se desarrollaron en gran medida, requiriendo atención especial de los gobiernos de la India y el Interior, y esto llevó a que la decisión se revocara en 1911.

## Reorganización de Bengala (1912)
En el Durbar de Delhi el 12 de diciembre de 1911, el rey Jorge V anunció la transferencia de la sede del gobierno de la India de Calcuta a Delhi, la reunificación de las cinco divisiones predominantemente de habla bengalí en una presidencia (o provincia) de Bengala bajo un gobernador, la creación de una nueva provincia de Bihar y Orissa bajo un teniente gobernador, y que la provincia de Assam se reconstituiría bajo un comisionado jefe. El 21 de marzo de 1912, Thomas Gibson-Carmichael fue nombrado gobernador de Bengala; antes de esa fecha, el gobernador general de la India también había servido como gobernador de la Presidencia de Bengala. El 22 de marzo se constituyeron las provincias de Bengala, Bihar, Orissa y Assam.
La Ley del Gobierno de la India de 1919 aumentó el número de miembros nominados y elegidos del consejo legislativo de 50 a 125, y la franquicia se amplió.
Bihar y Orissa se convirtieron en provincias separadas en 1936. Bengala permaneció en sus límites de 1912 hasta la Independencia en 1947, cuando nuevamente se dividió entre los dominios de India y Pakistán.

## Diarquia (1920-37)
Las reformas de Montagu-Chelmsford de 1919, promulgadas en 1921, ampliaron el Consejo Legislativo de Bengala a 140 miembros para incluir a más miembros indios elegidos. Las reformas también introdujeron el principio de la diarquía, mediante el cual ciertas responsabilidades, como la agricultura, la salud, la educación y el gobierno local, se transfirieron a los ministros elegidos. Sin embargo, las más importantes como finanzas, policía y riego estaban reservadas a los miembros del Consejo Ejecutivo del Gobernador. Algunos de los ministros prominentes fueron Surendranath Banerjee (Autonomía local y salud pública 1921-1923), Sir Provash Chunder Mitter (Educación 1921-1924, Autonomía local, salud pública, agricultura y obras públicas 1927-1928), Nawab Saiyid Nawab Ali Chaudhuri (Agricultura y obras públicas) y AK Fazlul Huq (Educación, 1924). Bhupendra Nath Bose y Sir Abdur Rahim fueron miembros ejecutivos del Consejo de Gobernadores..

## Autonomía Provincial
La Ley del Gobierno de India de 1935 convirtió a la Presidencia de Bengala en una provincia regular, amplió la legislatura provincial elegida y amplió la autonomía provincial con respecto al gobierno central. En las elecciones celebradas en 1937, el Congreso Nacional Indio ganó un máximo de 54 escaños, pero se negó a formar el gobierno. El Partido Krishak Praja de AK Fazlul Huq (con 36 escaños) pudo formar un gobierno de coalición junto con la Liga Musulmana de toda la India.
El gobierno de Huq cayó en 1943 y se formó un gobierno de la Liga Musulmana bajo el mando de Sir Khawaja Nazimuddin como primer ministro. Después del final de la Segunda Guerra Mundial, se celebraron elecciones en 1946, donde la Liga Musulmana ganó una mayoría de 113 escaños de 250 en la asamblea y se formó un gobierno bajo Huseyn Shaheed Suhrawardy.